# گلسن گورسن
گلسن گورسن یک روستا در ایران است که در دهستان ارشق غربی واقع شده‌است. گلسن گورسن ۳۰ نفر جمعیت دارد.